# Mehmet Aydın

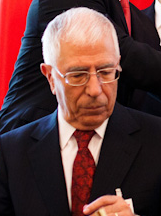
Mehmet Aydın

Mehmet Aydın (* 20. März 1943 im Dorf Göl, Provinz Elazığ) ist ein türkischer Philosoph, Politiker und Staatsminister.

## Leben
Er absolvierte die Fakultät für Theologie an der Universität Ankara. Seine Doktorarbeit (Bereich Philosophie) schrieb Aydın an der Universität Edinburgh, einer der größten und prestigeträchtigsten Universitäten des Vereinigten Königreichs. Danach arbeitete er an unterschiedlichen Universitäten als Mitglied des Lehrkörpers. 1978 wurde Aydın Dozent und 1984 Professor. Später war er an der Theologischen Fakultät der Dokuz Eylül Üniversitesi in İzmir als Dozent und Dekan tätig. Bis jetzt veröffentlichte Aydın 10 Bücher.
Mehmet Aydın war Abgeordneter der Adalet ve Kalkınma Partisi (AKP) für die Provinz İzmir in der 22. Legislaturperiode (14. Oktober 2002 bis 22. Juli 2007) der Großen Nationalversammlung der Türkei. Darüber hinaus war er Staatsminister in der 58. (Kabinett Gül) und 59. (I. Erdoğan-Kabinett) Regierung der Republik Türkei. Aydın war seit dem 29. August 2007 Mitglied des II. Erdoğan-Kabinetts der AKP-Regierung unter Erdoğan, in dem er Staatsminister war für Informationstechnologie und die Allianz der Zivilisationen.
Mehmet Aydın ist zuständig für die Aktivitäten im Bereich Wissen und Technologie, er verwaltet:
- das Hohe Atatürk-Institut für Kultur, Sprache und Geschichte[2]
- die Akademie der Wissenschaften der Türkei (TÜBA)[2]
- die Generaldirektion für Presse, Publikation und Information (BYEGM)[2]

Aydın war zuständig für die Beziehungen zu:
- dem Wissenschaftlichen und Technischen Forschungsrat der Türkei (TÜBİTAK)[2]
- der Generaldirektion der Türkischen Radio- und Fernsehrundfunkanstalt (TRT)[2]
- der Generaldirektion der Nachrichtenagentur Anadolu (T.A.Ş.)[2]
- dem Rat für Rundfunk und Fernsehen (RTÜK)[2]

Mehmet Aydın spricht fließend Französisch, Arabisch und Englisch. Er ist verheiratet und Vater von zwei Kindern.